# Æquum reputamus
Æquum reputamus é o título de uma bula emitida pelo Papa Paulo III a 3 de novembro de 1534 reorganizando a jurisdição religiosa no nascente Império Colonial Português.
A bula foi solicitada por João III de Portugal (1521-1557) e instituiu a Diocese de Angra (Diœcesis Angrensis), nos Açores, criada com território desmembrado da Arquidiocese do Funchal. Faz parte do conjunto das bulas da concessão do padroado português, iniciada com a bula Dum diversas de 18 de junho de 1452.

## História
D. João III "suplicou" e obteve do Papa Clemente VII a criação de duas novas dioceses, uma para as ilhas dos Açores (Diocese de Angra), outra para a costa ocidental africana e ilhas que lhe ficassem fronteiras (Diocese de São Tomé e Príncipe, em latim "Dioecesis Sancti Thomae in Insula"). Porém, a bula papal obtida, datada de 31 de janeiro de 1533, não chegou a ser assinada por falecimento do Pontífice. Coube ao Papa Paulo III, eleito a 13 de outubro de 1534, assinar a bula de ereção, com data de 3 de novembro de 1534, dando-lhe o título de "Æquum reputamus", mas atribuindo às dioceses então criadas direitos retroactivos a partir da data da bula que Clemente VII não chegara a assinar.
A criação da Diocese de Angra elevou a catedral a Igreja de São Salvador do Mundo, na recém-criada cidade de Angra, colocando sob a sua jurisdição todas as ilhas do arquipélago dos Açores.